# Thelymitra cornicina
Thelymitra cornicina är en orkidéart som beskrevs av Heinrich Gustav Reichenbach. Thelymitra cornicina ingår i släktet Thelymitra och familjen orkidéer. Inga underarter finns listade i Catalogue of Life.